# Pascoea idae
Pascoea idae là một loài bọ cánh cứng trong họ Cerambycidae.